# Apostoł Piotr
Apostoł Piotr – statek pasażersko-towarowy, bocznokołowy parowiec zbudowany dla rosyjskiego przedsiębiorstwa żeglugowego. W czasie I wojny światowej zarekwirowany na potrzeby Marynarki Wojennej Imperium Rosyjskiego i przekształcony w trałowiec. W 1918 roku przekazany przez bolszewików Czerwonym Finom, zdobyty przez Białych i sprzedany Estonii. W Eesti merejõud otrzymał imię „Suurop”. Wraz z pozostałymi estońskimi jednostkami przejęty przez ZSRR w 1940 roku. Zatonął na minie 11 sierpnia 1941 roku.

## Budowa i opis techniczny

### Zamówienie i budowa
„Apostoł Piotr” został zamówiony przez Oneskie Towarzystwo Żeglugi Parowej (Oneżskoje parochodnoje obszczestwo) mające siedzibę w Pietrozawodsku. Zapotrzebowanie dotyczyło dwóch szybkich statków pasażersko-towarowych o niewielkim zanurzeniu. Wzór dla budowy stanowiły bocznokołowe parowce (packet boats) kursujące na kanale La Manche. Budowany był w Greenock przez firmę o nazwie Grangemouth and Greenock Dockyard. Statek wodowano i ukończono w 1906 roku. Równocześnie konstruowano też bliźniaczego „Apostoła Pawła”. Łączna cena obu statków wynosiła 150 tysięcy rubli.

### Opis techniczny statku[c]
Długość parowca wynosiła 57,9 lub 57,88 metra, szerokość wraz z kołami łopatkowymi 15,2 lub 15,35 metra (liczona bez kół wodnych 7,9 lub 7,95 metra). Wyporność wynosiła 499 ton, zanurzenie standardowe 1,8 metra, a maksymalne 2,35 metra. Statek mógł zabrać ładunek o łącznej pojemności 470 ton rejestrowych.
Jednostka napędzana była przez sprzężoną maszynę parową o dwóch cylindrach, z cylindrycznym kotłem o mocy indykowanej 750 KM, która nadawała mu prędkość maksymalną 13,5 węzła. Zapas 262 lub 54 ton węgla pozwalał na pokonanie 1000 mil morskich przy 8 węzłach lub 800 Mm przy 10 w. System pomp zęzowych pozwalał na usunięcie do 60 ton wody w ciągu godziny.

## Służba

### Statek pasażerski

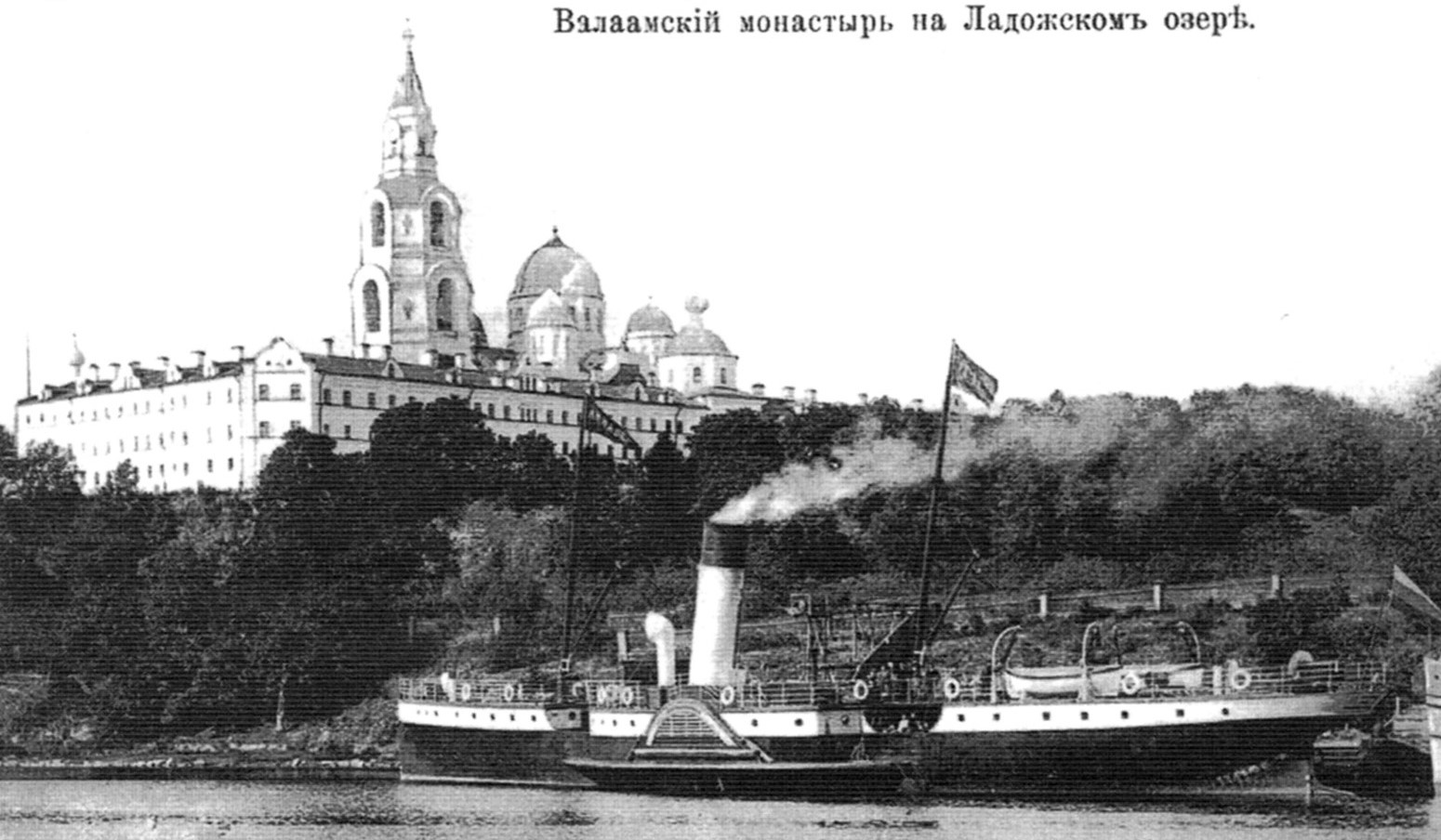
„Apostoł Piotr” i Monastyr Wałaamski, do którego statek przywoził pielgrzymów.

„Apostoł Piotr” został oddany do eksploatacji w 1906 roku. Nazwa jednostki odnosiła się do popularnego w północnej Rosji świętego. Pierwszym kapitanem parowca został Fiodor Matwiejewicz Riuchin. Statek pływał na jeziorze Onega i sąsiednich drogach wodnych w rejsach liniowych, a także wożąc pielgrzymów na wyspę Wałaam, do znajdującego się tam monastyru. Zimował głównie na rzece Świr, gdzie Towarzystwo miało warsztaty. W tym czasie cała załoga oprócz mechaników była zwalniana do domów, ci zaś dokonywali pomniejszych napraw. Większy remont w Petersburgu konieczny był już w 1906 roku, jego przyczyną był brak obycia załogi z nowoczesnymi mechanizmami jednostki.

### Okręt rosyjski

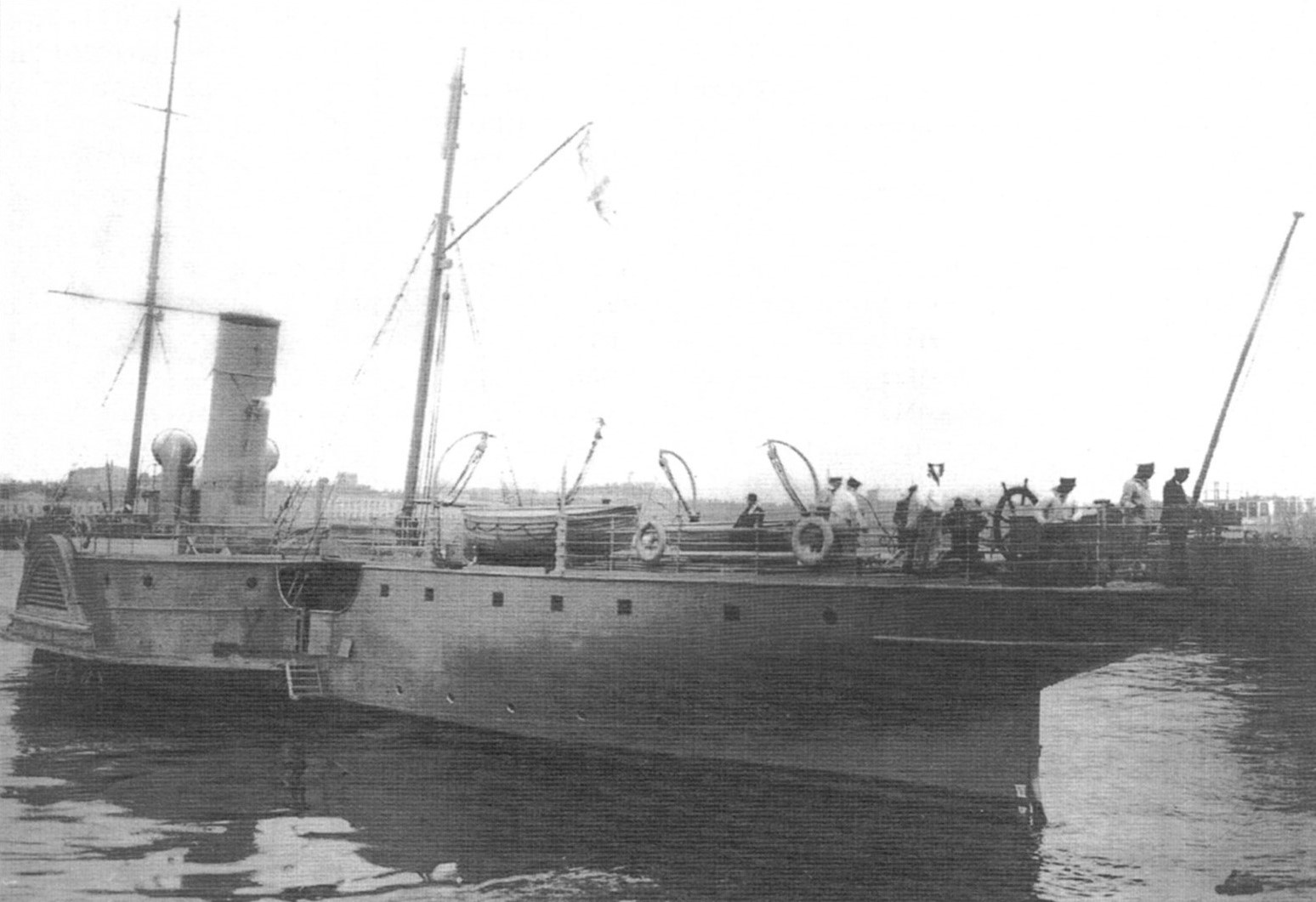
„Apostoł Piotr” po zarekwirowaniu na rzecz Floty Bałtyckiej.

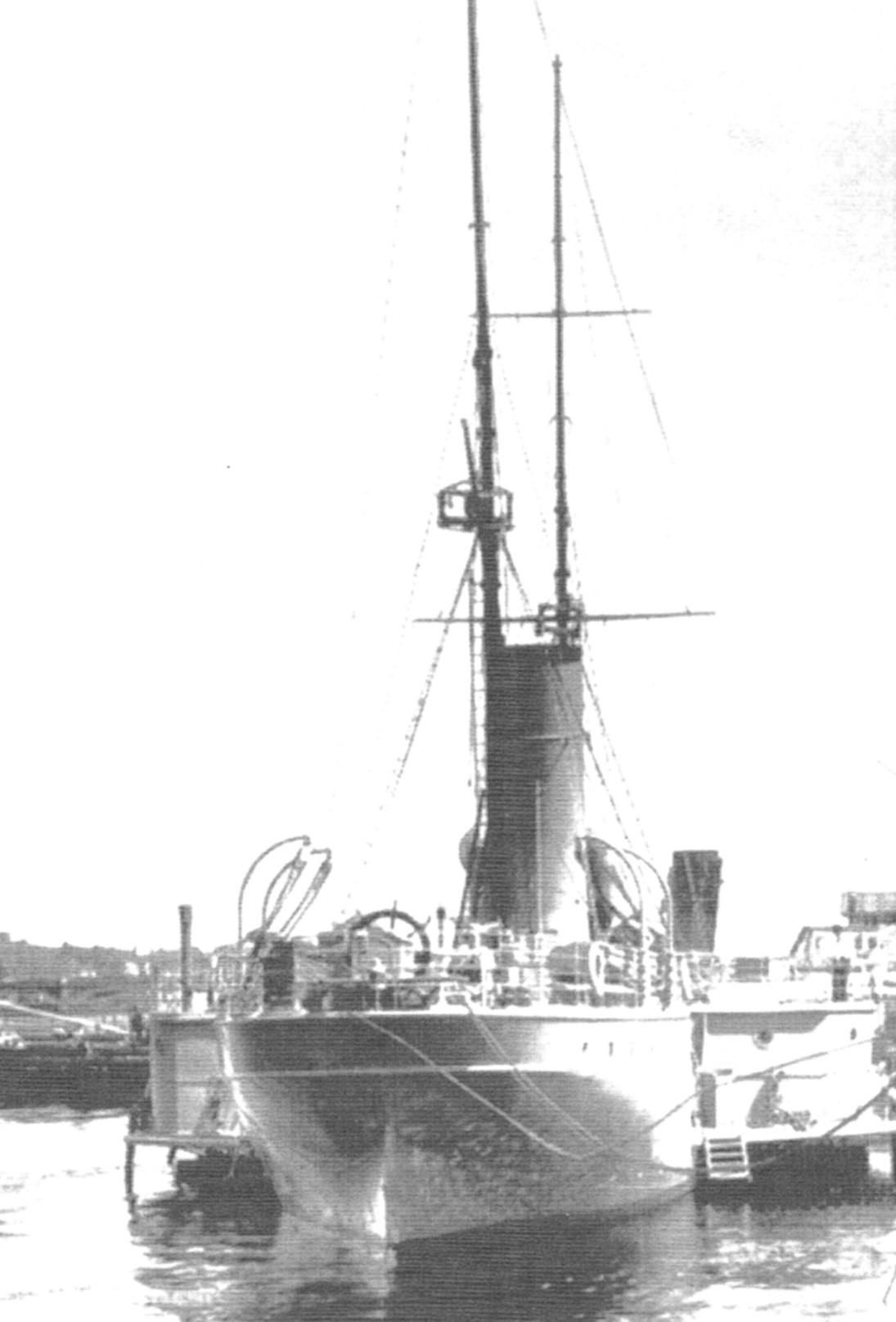
Trałowiec numer 18 w 1915 roku.

W pierwszych miesiącach I wojny światowej na Morzu Bałtyckim rozpoczęła się wojna minowa. Jako że liczba trałowców we Flocie Bałtyckiej była niewystarczająca, admiralicja postanowiła pozyskać na ten cel statki cywilne o niewielkim zanurzeniu. „Apostoł Piotr” trafił na listę rekomendowanych jednostek, sporządzonej w lutym 1915 roku przez kapitana II rangi Nikołaja Tyrkowa. Specjalna komisja pod przewodnictwem N.N. Apostołowa obejrzała statek 5 maja, a 12 maja właściciele przekazali konfiskowaną jednostkę Marynarce Wojennej Imperium Rosyjskiego. „Apostoł Piotr” został wyceniony na 190 648 rubli. Wciągnięty na listę floty został 3 czerwca 1915 roku. W kolejnych miesiącach został przebudowywany w Stoczni Admiralicji na trałowiec (ros. tralszczik, skrót TSzcz), nadano mu numer 18. Okręt otrzymał uzbrojenie w postaci armaty 47 mm Hotchkiss i karabinu maszynowego. Cała przebudowa kosztowała 88 200 rubli. Nową załogę okrętu stanowiło 51 osób, w tym 3 oficerów. Na początku morskiej służby okrętu zauważono niedostatki w stabilności kursu, związane z niewielkim zanurzeniem.
Wraz z bliźniaczym trałowcem nr 19 (dawny „Apostoł Pawieł”) początkowo służyły jako okręty-bazy dla trałowców w Rewlu, a od 1916 roku jako trałowce w 4. Dywizjonie Dywizji Trałowców. Okręty zostały 8 lipca 1917 roku przebazowane do Raumo i 10 lipca pierwszy raz brały udział w trałowaniu bojowym zagrody minowej postanowionej miesiąc wcześniej (7 czerwca) przez okręt podwodny SM UC-58. Z 18 min rozstawionych przez okręt podwodny trałowcom udało się odnaleźć dziewięć, zanurzonych na głębokości 2 metrów. Pięć z nich unieszkodliwiono 10 lipca, następnego dnia trzy kolejne, zaś ostatnią 12 lipca. Z min wyłowionych pierwszego dnia trzy zostały zniszczone ogniem artyleryjskim, zaś pozostałe sześć udało się wyłowić i odzyskać. Po trzech dniach trałowania okręty udały się do Åbo w celu zaopatrzenia w węgiel i trały. Poszukiwania kontynuowane po powrocie – 16 lipca – nie doprowadziły do odnalezienia dalszych min na podejściu do bazy w Raumo. Oba trałowce przeszły 21 lipca czyszczenie kotłów w Helsingforsie, a 27 lipca poszukiwały – z wynikiem negatywnym – zagród minowych w rejonie między Odensholmem a Neugrundem.
W sierpniu oba trałowce zostały zgrupowane razem z okrętami 3. dywizjonu. Razem z trałowcem „Zaszczitnik” 24 sierpnia okręty wyruszyły w okolicę wyspy Wormsö, gdzie spotkały się z 1. dywizjonem kutrów trałowych. Cała grupa udała się do Åbo w celu zaopatrzenia, z uwagi na braki paliwa okręty przebywały w porcie trzy doby (31 sierpnia – 3 września). Od 3 do 8 września grupa usuwała zagrodę minową postawioną w okolicy Enskär. Bliźniacze jednostki do akcji włączyły się 4 września, przy czym z uwagi na niską temperaturę pozostałe jednostki nie brały udziału w akcji. W związku z nastaniem sztormu akcja została wstrzymana, 5 września okręty cumowały w Åbo, a 6 w Nystad. W pozostałe dwa dni dokończono oczyszczanie akwenu.
Po zakończeniu zadania cały zespół skierowano do bazy w Lappvik, gdzie dotarł 13 września. Numer 18 miał przejść do portu w Rohuküla 14 października.
Zimę 1917/1918 okręty spędziły w Helsinkach. Po przewrocie październikowym oba bliźniacze trałowce znalazły się w rękach bolszewików, którzy 15 marca 1918 roku przekazali je Fińskiej Socjalistycznej Republice Robotniczej, w związku z toczącą się w Finlandii wojną domową. Już jednak 21 kwietnia 1918 okręty przejęli Niemcy, po czym w trzecim tygodniu kwietnia jednostki przejęli w Helsinkach Biali Finowie. Zostały one ocenione przez komisję zdobyczy wojennych jako nieprzydatne dla marynarki wojennej (okręt zmienił numer z 19 na 6) i 24 sierpnia 1918 sprzedane prywatnemu armatorowi. Pierwszy nabywca jednostek, B. Cederholm w kilka tygodni po zakupie sprzedał je G. Westerlundowi – weszły na stan firmy AB Nya Warfet lub West OY. Parostatki zostały obmierzone 23 grudnia, a wiosną 1919 roku zostały zarejestrowane w Helsinkach jako pasażerskie; dawny „Apostoł Piotr” otrzymał nazwę „Peeter”. Nie weszły one jednak do eksploatacji i czekały na nowego nabywcę.

### Okręt estoński

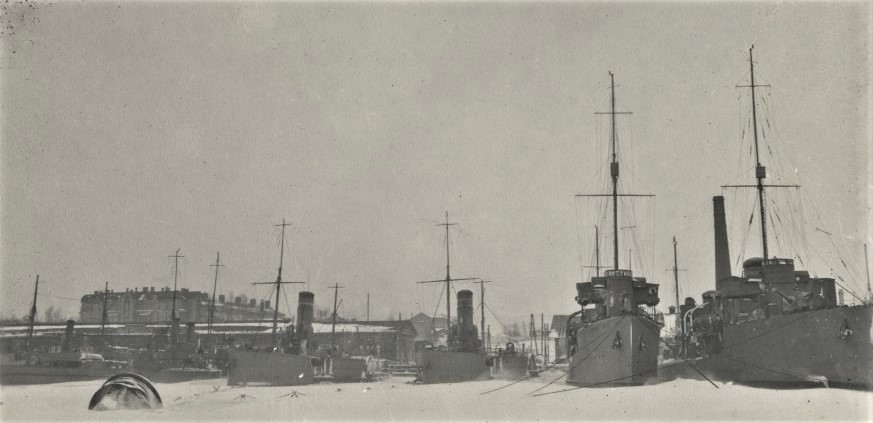
„Suurop” (czwarty od prawej) wraz z innymi estońskimi jednostkami.

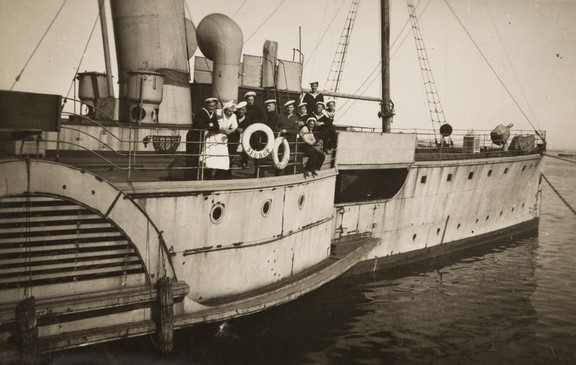
„Suurop” w tallińskim porcie minowym w 1937 roku.

Po pomyślnym zakończeniu wojny z bolszewikami jednym z głównych celów sił morskich Estonii było oczyszczenie akwenów żeglugi handlowej z min postawionych w czasie ostatnich konfliktów – zwłaszcza na trasie od Tallinna do Osmussaar. Zadanie to spoczywało na Dywizjonie Trałowców (est. Traalerite Divisjon), ten jednak składał się z jednostek nadających się tylko do działań przybrzeżnych. Aby umożliwić mu prace także na otwartych wodach Ministerstwo Spraw Zagranicznych rozpoczęło poszukiwania stosownych trałowców. Estończycy zdecydowali się na zakup znajdujących się w Helsinkach statków „Peeter” i „Pavel”. Umowa zakupu została zawarta 19 kwietnia 1920 roku. Estonia zapłaciła za obie jednostki 1 milion marek fińskich w towarach, choć były one wyceniane jedynie na jedną czwartą tej sumy. „Peeter” 13 maja otrzymał estońską załogę i wszedł na listę Eesti merejõud jako „Suurop”. Obie jednostki („Pavel” jako „Ristna”) przeszły do stolicy Tallinna 18 maja. W stołecznym porcie jednostki zostały ponownie wyposażone w sprzęt trałowy, przeszły też drobny remont. Oba okręty były wykorzystywane do trałowania od 27 czerwca do 25 listopada.
Po rocznej służbie okręty ponownie powróciły do służby cywilnej. Było to związane z przekazaniem zadania usuwania min z Ministerstwa Wojny do Ministerstwa Handlu i Przemysłu. Propozycja została sformułowana przez kierownictwo marynarki wojennej w grudniu 1920 roku. Powodem inicjatywy było wcześniejsze przekazanie cywilnemu ministerstwu pływających jednostek pomocniczych, które musiałyby być teraz wypożyczane w celu wspierania trałowania. Zarówno na to, jak i na wynagrodzenie dla załóg w okresie zimowym flota nie miała pieniędzy. W efekcie zarówno „Suurop”, jak i pozostałe okręty z Dywizjonu Trałowców, zostały 15 stycznia 1921 roku przekazane na stan Ministerstwa Handlu i Przemysłu. W 1921 roku „Suurop” uczestniczył w pracach trałowych, po czym uznano otwarte akweny estońskich wód terytorialnych za wolne od niebezpieczeństwa minowego. Poszukiwanie min kontynuowano w kolejnych latach jedynie w wodach przy samym brzegu, jednak do tego zadania nadawały się tylko jednostki o mniejszym zanurzeniu.
W związku z nieprzydatnością do dalszych zadań bliźniacze jednostki zostały 10 stycznia 1922 roku przekazane państwowemu przewoźnikowi, w celu wykorzystania jako statki pasażerskie lub transportowe. Próby podjęte z „Ristną” okazały się niedochodowe, w związku z czym „Suurop” nie rozpoczął działalności przewozowej. Statek stał bezczynnie w tallińskim porcie do 1926 roku.
Blokada minowa stanowiła ważną część koncepcji obrony morskiej Republiki Estońskiej. Do jej realizacji niezbędne były okręty przystosowane do stawiania min. W związku z bezczynnością „Suuropa” i „Ristny”  zdecydowano się przebudować te statki na okręty minowe. Prace modernizacyjne prowadzono zimą z 1926 na 1927 rok w tallińskim porcie. Według jednego źródła do przekazania jednostek na stan Ministerstwa Wojny doszło już w 1925 roku.
Po zakończeniu remontu „Suurop” miał wyporność 600 ton, był długi na 60,1 metra, a szeroki na 7,9 metra (15,35 licząc koła łopatkowe). Maksymalne zanurzenie jednostki wynosiło 1,8 metra na dziobie, zaś 2,35 metra na rufie. Główne zmiany konstrukcyjne związane było z funkcją stawiania i magazynowania min. Stawianie min było możliwe z zakrytego pokładu minowego, dwie zrzutnie zamieszczono na rufie, po obu burtach. Tory minowe ustawione były zarówno na pokładzie minowym jak i na pokładzie wierzchnim, pomiędzy pokładami miny przechodziły specjalnymi pochylniami umiejscowionymi w centralnej części jednostki. Łącznie okręt mógł pomieścić 175 min kotwicznych wzoru 1908. Okręt uzbrojono w zdjęte ze złomowanego „Lembita” działo Vickers MK2 40 mm. Okręt mógł nie tylko stawiać miny, ale również je unieszkodliwiać. Do tego celu służył mu trał Szulca, jak również karabin maszynowy, który służył również do obrony przeciwlotniczej. Ponieważ „Ristna” nie otrzymała żadnego działa  w celu unifikacji zamówiono dla obu okrętów po armacie Boforsa 40 mm, jednak złożone w Szwecji zamówienie nie zostało zrealizowane przed wojną. W powyższej konfiguracji prędkość maksymalna okrętu wynosiła 12,5 węzła.
Okręt wszedł w skład Dywizjonu Morskiego 1 kwietnia 1927 roku. Etatowa załoga w marynarce wojennej stanowiła 39 osób, w tym 4 oficerów. Na czas wojny przewidziano rozszerzenie jej do 50 osób. „Suurop” i „Ristna” brały udział w zadaniach reprezentacyjnych – odwiedzały sąsiednią Łotwę oraz krajowe porty. Przede wszystkim jednak brały udział w szkoleniach. Manewry obejmowały zarówno typowe działania wojny minowej – stawianie min i ich trałowanie – jak i przeprowadzanie desantów sił lądowych – wspólnie z Eesti maavägi i Kaitseliitem – czy ostrzał artylerii nabrzeżnej – w tym wypadku okręty holowały cele strzeleckie. Ćwiczenia odbywały się w Archipelagu Zachodnioestońskim (Kuivastu, Kassari), w rejonie Tallinna oraz w zatoce Hara. Szczególnie ważne ćwiczenia odbywały się w rejonie Kuivastu w latach 1930 i 1931 – uczestniczyły w nich wspólnie sił Estonii i Łotwy.
W 1933 roku Estonia sprzedała Peru oba swoje niszczyciele: „Wambolę” i „Lennuka”. Ten drugi pełnił w Dywizjonie Morskim funkcję okrętu flagowego, rolę tę jesienią tego roku „Suurop”, na potrzeby sztabu przystosowano osobne pomieszczenie.
Pierwszą poważniejszą akcją okrętu związaną z wybuchem II wojny światowej było poszukiwanie zbiegłego z internowania ORP „Orzeł”. „Suurop” szukał polskiego okrętu podwodnego w rejonie między wyspami Aegna, Naissaar a Płycizną Tallińską w dniach 18–19 września. W drugim dniu poszukiwań niezidentyfikowany okręt podwodny przeprowadził na jednostkę atak torpedowy. Załoga „Suuropa” w porę dostrzegła zbliżającą się torpedę, co pozwoliło na uniknięcie trafienia. Poinformowane o incydencie władze wojskowe i cywilne zdecydowały się wyciszyć sprawę. Po tym wydarzeniu bliźniacze okręty wymieniły w porcie Paljassaare miny z ćwiczebnych na bojowe. Stan gotowości bojowej utrzymywany był na okręcie do 10 grudnia.
Estoński sztab podzielił 1 kwietnia 1940 roku Dywizjon Morski w ten sposób, że dawne „Apostoły” trafiły do nowego Dywizjonu Trałowo-minowego (est. Traaler-veeskjate divisjon). Dywizjon ten został 10 maja przebazowany do portu w Loksa, po czym rozpoczął ćwiczenia morskie w zatoce Hara. W przerwach od manewrów trałowce usuwały miny postawione przez Finów w okolicy Jumindy w trakcie wojny ze Związkiem Radzieckim. W zatoce Hara ćwiczące okręty zastały działania Marynarki Wojennej ZSRR, która 14 czerwca rozpoczęła blokadę estońskich jednostek. Po około dwóch tygodniach okręty minowe rozpoczęły powrót do Tallinna – szły pojedynczo, pilnowane przez okręty radzieckie – po czym stanęły w Vanasadam. Jedyną aktywnością jednostek w lipcu była przeprowadzona na początku miesiąca ewakuacja żołnierzy z baz na wyspach Aegna i Naissar.

### Okręt radziecki
Aktywne przygotowania do włączenia okrętu w skład Floty Bałtyckiej ZSRR rozpoczęły się w lipcu 1940 roku. Wtedy to jednostce przydzielono oficera politycznego, a sama załoga była zobligowana do udziału w różnorakich akcjach o charakterze agitacji komunistycznej. „Suurop” został włączony w skład Marynarki Wojennej ZSRR na podstawie rozkazu ludowego komisarza tejże z 18 sierpnia 1940 roku, o numerze 00208 z zachowaną estońską nazwą jednostki. Formalne przekazanie okrętu nastąpiło dopiero 30 października. „Suurop” figurował we spisie floty w grupie Ochrony Wodnego Rejonu Głównej Bazy Czerwonej Floty Bałtyckiej, jako stawiacz min.
Zimę z 1940 na 1941 rok bliźniacze okręty spędziły w tallińskim porcie, gdzie dostarczały ciepła innym jednostkom radzieckiej marynarki. Wiosną pełniły służbę wartowniczą na redzie portu. Po rozpoczęciu agresji niemieckiej na ZSRR dowództwo floty postanowiło zrezygnować – pomimo dotychczasowej pracy politycznej – z estońskich załogantów. Zostali oni zdemobilizowani jeszcze na początku lipca, a na ich miejsce 15 lipca przybyli marynarze z Kronsztadu oraz z innych stawiaczy min Floty Bałtyckiej. Dowódcą „Suuropa” został porucznik Georg Lung, pochodzący z rodziny estońsko-rosyjskiej.
W lipcu okręt stawiał miny na wodach zatok Fińskiej i Ryskiej. Do 11 sierpnia postawił ich łącznie 520. Tego dnia miał on stawiać zagrody w Cieśninie Irbe, nie wykonał już jednak tego zadania. Przechodząc przez Cieśninę Suur w okolicach Virtsu wszedł na niemiecką minę denną, najprawdopodobniej zrzuconą z samolotu. Wybuch nie spowodował detonacji żadnej ze znajdujących się na pokładzie 96 min, jednak doprowadził do śmierci 16 członków załogi, łącznie z kapitanem. Rufa okrętu spoczęła na dnie, dziób zaś utrzymywał się nad powierzchnią wody. Pozwoliło to na zabranie z wraku działa, które włączono w system obrony przeciwlotniczej wyspy Sarema. Później pozostałości okrętu zostały wysadzone lub same zatonęły. Stalowe resztki okrętu spoczywają na miejscu zatonięcia. W 2009 roku załoga estońskiego niszczyciela min „Ugandi” zdetonowała 3 miny z ekwipunku „Suuropa”, po czym wystosowano ostrzeżenie o pozostałych środkach wybuchowych.